# Promozione Calabria 1988-1989
Nella stagione 1988-1989 la Promozione era sesto livello del calcio italiano (il massimo livello regionale). Qui vi sono le statistiche relative al campionato in Calabria.
Il campionato è strutturato in vari gironi all'italiana su base regionale, gestiti dai Comitati Regionali di competenza. Promozioni alla categoria superiore e retrocessioni in quella inferiore non erano sempre omogenee; erano quantificate all'inizio del campionato dal Comitato Regionale secondo le direttive stabilite dalla Lega Nazionale Dilettanti, ma flessibili, in relazione al numero delle società retrocesse dal Campionato Interregionale e perciò, a seconda delle varie situazioni regionali, la fine del campionato poteva avere degli spareggi sia di promozione che di retrocessione.

## Girone A

### Squadre partecipanti
- F.C. Calcio Acri, Acri (CS)
- U.S. Catanzaro Lido, Catanzaro
- A.C. Cetraro, Cetraro (CS)
- A.S. Cirò Marina, Cirò Marina (KR)
- A.S. Cutro, Cutro (KR)
- Pol. Gimigliano, Gimigliano (CZ)
- S.S. Montalto Uffugo, Montalto Uffugo (CS)
- Morrone, Cosenza
- U.S. Praia, Praia a Mare (CS)
- S.S. Roggiano, Roggiano Gravina (CS)
- Nuova Rossanese, Rossano (CS)
- U.S. Scalea 1912, Scalea (CS)
- S.S. Silana, San Giovanni in Fiore (CS)
- A.S. Spezzano Albanese, Spezzano Albanese (CS)
- S.S. Trebisacce, Trebisacce (CS)
- Nuova Vibonese, Vibo Valentia

### Classifica finale
|  | Pos. | Squadra           | Pt | G  | V  | N  | P  | GF | GS | DR  |
|  | ---- | ----------------- | -- | -- | -- | -- | -- | -- | -- | --- |
|  | 1.   | Cirò Marina       | 47 | 30 | 20 | 7  | 3  | 50 | 19 | +31 |
|  | 2.   | Praia             | 47 | 30 | 21 | 5  | 4  | 66 | 20 | +46 |
|  | 3.   | Nuova Rossanese   | 44 | 30 | 18 | 8  | 4  | 48 | 21 | +27 |
|  | 4.   | Catanzaro Lido    | 32 | 30 | 11 | 10 | 9  | 45 | 34 | +11 |
|  | 5.   | Silana            | 30 | 30 | 12 | 6  | 12 | 41 | 37 | +4  |
|  | 6.   | Morrone Cosenza   | 29 | 30 | 8  | 13 | 9  | 39 | 38 | +1  |
|  | 7.   | Montalto Uffugo   | 29 | 30 | 11 | 7  | 12 | 29 | 38 | -9  |
|  | 8.   | Trebisacce        | 28 | 30 | 10 | 8  | 12 | 41 | 33 | +8  |
|  | 9.   | Spezzano Albanese | 27 | 30 | 9  | 9  | 12 | 28 | 36 | -8  |
|  | 10.  | Scalea            | 27 | 30 | 8  | 11 | 11 | 28 | 38 | -10 |
|  | 11.  | Nuova Vibonese    | 27 | 30 | 8  | 11 | 11 | 22 | 33 | -11 |
|  | 12.  | Cutro             | 26 | 30 | 9  | 8  | 13 | 35 | 34 | +1  |
|  | 13.  | Cetraro           | 26 | 30 | 10 | 6  | 14 | 21 | 36 | -15 |
|  | 14.  | Acri              | 24 | 30 | 6  | 12 | 12 | 21 | 41 | -20 |
|  | 15.  | Gimigliano        | 22 | 30 | 7  | 8  | 15 | 26 | 45 | -19 |
|  | 16.  | Roggiano          | 15 | 30 | 4  | 7  | 19 | 18 | 55 | -37 |

### Spareggio 1º posto
| Squadra 1   | Risultato       | Squadra 2 |
| ----------- | --------------- | --------- |
| Cirò Marina | 0 - 0 (4-3 dcr) | Praia     |

| Gioia Tauro 21 maggio 1989                   | Cirò Marina          | 0 – 0 (d.t.s.) | Praia |  |
| \| \| \| \| \| \| Tiri di rigore 4 – 3 \| \| |                      |                |       |  |
|                                              |                      |                |       |  |
|                                              | Tiri di rigore 4 – 3 |                |       |  |

## Girone B

### Squadre partecipanti
- A.C. Archi, Archi di Reggio Calabria
- U.S. Ardore, Ardore (RC)
- A.S. Audax Ravagnese, Ravagnese di Reggio Calabria
- A.C. Bagnarese, Bagnara Calabra (RC)
- A.S. Bovalinese, Bovalino (RC)
- A.S. Deliese, Delianuova (RC)
- Gioiese, Gioia Tauro (RC)
- A.S. Marina di Gioiosa, Marina di Gioiosa Ionica (RC)
- A.S. Melicucco, Melicucco (RC)
- A.C. Nuova Melito, Melito di Porto Salvo (RC)
- U.S. Palmese 1912, Palmi (RC)
- U.S. Polistena, Polistena (RC)
- U.S. Pro Pellaro, Pellaro di Reggio Calabria
- S.S. Roccella, Roccella Ionica (RC)
- U.S. San Luca, San Luca (RC)
- Pol. Taurianovese, Taurianova (RC)

### Classifica finale
|  | Pos. | Squadra           | Pt | G  | V  | N  | P  | GF | GS | DR  |
|  | ---- | ----------------- | -- | -- | -- | -- | -- | -- | -- | --- |
|  | 1.   | Audax Ravagnese   | 44 | 30 | 17 | 10 | 3  | 48 | 25 | +23 |
|  | 2.   | Palmese           | 41 | 30 | 16 | 9  | 5  | 41 | 20 | +21 |
|  | 3.   | Bagnarese         | 39 | 30 | 14 | 11 | 5  | 41 | 26 | +15 |
|  | 4.   | Bovalinese        | 38 | 30 | 15 | 8  | 7  | 52 | 34 | +18 |
|  | 5.   | Deliese           | 38 | 30 | 12 | 14 | 4  | 41 | 24 | +17 |
|  | 6.   | Nuova Melito      | 34 | 30 | 14 | 6  | 10 | 38 | 24 | +14 |
|  | 7.   | Ardore            | 32 | 30 | 13 | 6  | 11 | 36 | 36 | 0   |
|  | 8.   | Melicucco         | 29 | 30 | 11 | 7  | 12 | 40 | 46 | -6  |
|  | 9.   | Pro Pellaro       | 28 | 30 | 8  | 12 | 10 | 30 | 28 | +2  |
|  | 10.  | San Luca          | 27 | 30 | 9  | 9  | 12 | 26 | 29 | -3  |
|  | 11.  | Gioiese           | 25 | 30 | 6  | 13 | 11 | 27 | 35 | -8  |
|  | 12.  | Marina di Gioiosa | 24 | 30 | 6  | 12 | 12 | 23 | 35 | -12 |
|  | 13.  | Polistena         | 23 | 30 | 6  | 11 | 13 | 21 | 36 | -15 |
|  | 14.  | Taurianovese      | 23 | 30 | 8  | 7  | 15 | 28 | 50 | -22 |
|  | 15.  | Roccella          | 19 | 30 | 3  | 13 | 14 | 18 | 38 | -20 |
|  | 16.  | Archi             | 16 | 30 | 5  | 6  | 19 | 27 | 51 | -24 |

- Taurianovese retrocesso poi ripescata.